# 非洲LGB人物列表
這是一份非洲LGB人物列表清單，以現代人物為主，跨性別人物請見跨性別人物列表，歷史人物請見LGBT歷史人物列表。

## 北非
- 塔塔木胡魯·亞非利加（英语：Tatamkhulu Afrika） Tatamkhulu Afrika（1920 – 2002）埃及（移民南非），阿拉伯和土耳其裔，穆斯林，詩人、作家、社運人士、種族隔離反對者，本名Ismail Joubert。[1]
- 歐瑪·艾又索 Omar Ayuso（1998–），西班牙籍，摩洛哥人，演員。[2]
- 艾爾·海狄·本·塞勒姆 El Hedi ben Salem（英语：El Hedi ben Salem）（1935–1977），摩洛哥（移民德國、法國），柏柏爾人，演員。[3]
- 小奧瑪·雪瑞夫（英语：Omar Sharif Jr.） Omar Sharif Jr.（1983–），加拿大籍，埃及人及猶太人，演員，奧瑪·雪瑞夫之孫。[4]
- 阿布杜拉·泰亞 Abdellah Taïa（英语：Abdellah Taïa）（1973–），法國籍，摩洛哥人，作家、導演。[5]

## 漠南非洲
- 比斯·阿里米 Bisi Alimi（英语：Bisi Alimi）（1975–），奈及利亞约鲁巴人（流亡英國），社運人士、帕斯堤（英语：HIV-positive people）。[6]
- 克瓦米·安東尼·阿皮亞 Kwame Appiah（英语：Kwame Anthony Appiah）（1954–），美國籍，迦納阿散蒂人，學者。[7]
- 洛洛·亞茲奇（英语：Lolo Arziki） Lolo Arziki（1992–），維德角，紀錄片導演、社運人士。[8]
- 費拉爾·本加（英语：Féral Benga） Féral Benga（1906–1957），塞內加爾（移民法國、美國），舞者、模特。[9]
- 羅提米·費尼-凱爾迪 Rotimi Fani-Kayode（英语：Rotimi Fani-Kayode）（1955–1989），英國籍，奈及利亞约鲁巴人，攝影師、帕斯堤（英语：HIV-positive people）。[10]
- 布蘭達·法塞 Brenda Fassie（英语：Brenda Fassie）（1964–2004），南非，歌手、帕斯堤（英语：HIV-positive people）。[11]
- 大衛·卡托 David Kato（英语：David Kato）（1964–2011），烏干達，社運人士、教師。[12]
- 波西亞·莫迪塞 Portia Modise（英语：Portia Modise）（1983–），南非，女子足球運動員。[13]
- 穆旺加二世 Mwanga II（英语：Mwanga II of Buganda）（1868–1903），布干达（今烏干達），王室。[14]
- 法蘭克·穆吉沙 Frank Mugisha（英语：Frank Mugisha）（1979–），烏干達，社運人士、NGO工作者。[15]
- 阿爾伯特·納博尼博（英语：Albert Nabonibo）  Albert Nabonibo（1984–），盧安達，會計師、福音音樂歌手。[16]
- 辛迪·恩甘巴 Cindy Ngamba（1998–）， 喀麥隆（英國難民），拳擊運動員。[17]
- 西蒙·尼克利 Simon Nkoli（英语：Simon Nkoli）（1957–1998），南非，社運人士、帕斯堤（英语：HIV-positive people）。[18]
- 西里爾·奈瑞（英语：Cyril Nri） Cyril Nri（1961–），英國籍，奈及利亞伊博族，演員。[19]
- 賓亞凡加·瓦奈納 Binyavanga Wainaina（英语：Binyavanga Wainaina）（1971–2019），肯亞，作家、記者、帕斯堤（英语：HIV-positive people）。[20]

## 非洲裔
- 尼古拉·亚当斯 Nicola Adams（1982–），英國籍，非洲裔，女子拳擊運動員。[21]
- 艾文·艾利 Alvin Ailey（英语：Alvin Ailey）（1931–1989），美國，舞者、帕斯堤（英语：HIV-positive people）。[22]
- 約翰·阿瑪契 John Amaechi（1970–），美國，NBA籃球運動員。[23]
- 約瑟芬·貝克 Josephine Baker（1906–1975），法國籍，演員、歌手。[24]
- 詹姆斯·鲍德温 James Baldwin（1924–1987），美國，小說家，代表作《喬凡尼的房間》。[25]
- 帕里斯·巴克利 Paris Barclay（英语：Paris Barclay）（1956–），美國，電視導演。[26]
- 韋恩·布萊迪（英语：Wayne Brady） Wayne Brady（1972–），美國，喜劇演員、主持人。[27]
- 查爾斯·M·布洛（英语：Charles M. Blow） Charles M. Blow（1970–），美國，記者、專欄作家。[28]
- 安東尼·鮑文斯（英语：Anthony Bowens） Anthony Bowens（1990–），美國，職業摔角運動員、棒球運動員。[29]
- 凱斯·柏伊金（英语：Keith Boykin） Keith Boykin（1965–），美國，主持人、政論家。[30]
- 格蘭·伯克（英语：Glenn Burke） Glenn Lawrence Burke（1952–1995），美國，棒球運動員，美國職棒選手。[31]
- 拉方扎·巴特勒 Laphonza Butler（1979–），美國，政治人物（民主黨）。[32]
- 傑森·科林斯 Jason Collins（1978–），美國，NBA籃球運動員。[23]
- 達伊·阿布杜拉 Daayiee Abdullah（英语：Daayiee Abdullah）（1954–），美國，伊玛目（Masjid An-Nural Isslaah）。[33]
- 李·丹尼尔斯 Lee Louis Daniels（1959–），美國，演員、導演。[34]
- 大衛·丹森 David Lamont Denson（1995–），美國，棒球運動員。[35]
- 舒提·加特瓦 Ncuti Gatwa（1992–），蘇格蘭，盧安達裔，演員。[36]
- 布里特妮·格里纳 Brittney Griner（1990–），美國，女子籃球運動員。[37]
- 麥可·岡寧（英语：Michael Gunning） Michael Gunning（1994–），英國和牙買加，歐洲裔和非洲裔，游泳運動員。[38]
- 利爾·納斯·X Montero Lamar Hill（1999-），美國，饒舌歌手。[39]
- 朗斯顿·休斯 Langston Hughes（1902–1967），美國，哈林文藝復興詩人、小說家、作家。[40]
- 馬龍·詹姆斯 Marlon James（1970–），牙買加，非洲裔，小說家。[41]
- 小理察 Little Richard（1932–2020），美國，歌手。[42]
- 阿兰·勒罗伊·洛克 Alain LeRoy Locke（1885–1954），美國，哲學家、哈林文藝復興作家、巴哈伊信仰者。[43]
- 崔維斯·倫敦（英语：Travis London） Travis London（1988–），美國，非洲裔和墨西哥裔，廚師、室內設計師。[44]
- 強尼·馬賽斯 Johnny Mathis（英语：Johnny Mathis）（1935–），美國，流行音樂歌手。[45]
- 大衛·米蘭達 David Michael dos Santos Miranda（1985–2023），巴西，非洲裔，政治人物（民主工黨）、記者。[46]
- 法蘭克海洋 Frank Ocean（1987–），美國，R&B嘻哈歌手。[47]
- 若昂·卢卡斯·雷斯·达席尔瓦 João Lucas Reis da Silva（2000–），巴西，網球運動員。 [48]
- 莎卡莉·理查森 Sha'Carri Richardson（2000–），美國，田徑運動員。[49]
- 喬奧·杜·里歐 João do Rio（英语：João do Rio）（1881–1921），巴西，非洲裔，記者、編劇。[50]
- 萊恩·羅素（英语：Ryan Russell (American football)）（1992–），美國，橄欖球運動員。[51]
- 貝亞德·魯斯汀 Bayard Rustin（英语：Bayard Rustin）（1912–1987），美國，社運人士，馬丁·路德·金恩的社運戰友。[52]
- 麥可·山姆 Michael Sam（1990–），美國，橄欖球運動員。[53]
- 馬塞利諾·桑比（英语：Marcelino Sambé） Marcelino Sambé（1994–），葡萄牙籍（僑居英國），非洲裔（幾內亞），舞者。[54]
- 貝西·史密斯 Bessie Smith（1894–1937），美國，藍調歌手。[55]
- 阿曼德拉·斯坦伯格 Amandla Stenberg（1998–），美國，演員。[56]
- 汪黛·塞克絲 Wanda Sykes（1964–），美國，喜劇演員。[57]
- 里奇·托雷斯（英语：Ritchie Torres） Ritchie Torres（1988–），美國，拉美裔和非洲裔，政治人物（民主黨）。[58]
- 愛麗絲·華克 Alice Walker（1944–），美國，小說家、社運人士。[59]
- 達倫·楊 Darren Young（1983–），美國，摔角運動員。[60]